# غلامعلی نعیم‌آبادی
غلامعلی نعیم‌آبادی (۴ اردیبهشت ۱۳۲۳ – ۲۸ تیر ۱۴۰۴)، روحانی و سیاستمدار ایرانی بود. او پیش‌تر، از ۱۳۶۹ تا ۱۳۹۸، نمایندهٔ ولی فقیه در استان هرمزگان و امام‌جمعهٔ بندرعباس بود و از سال ۱۳۸۱ پس از فوت میرزامحمد انواری به عنوان نماینده هرمزگان در مجلس خبرگان رهبری انتخاب شد و تا پایان دوره‌های سوم و چهارم، عضو مجلس خبرگان بود. او در سال ۱۳۹۴ در انتخابات پنجمین دوره این مجلس از انتخاب مجدد بازماند. در ششمین دوره انتخابات مجلس خبرگان رهبری وی به‌عنوان یکی از نمایندگان استان تهران انتخاب شد.
گلپایگانی و مرتضی حائری و محقق داماد و محمد مفتح از جمله استادان وی بودند.
نعیم‌آبادی، که پیش از حضور در هرمزگان امام‌جمعهٔ دامغان بود، از ۱۳ آذر ۱۳۶۹ با حکم سید علی خامنه‌ای به عنوان امام جمعهٔ بندرعباس و نمایندهٔ ولی فقیه در هرمزگان منصوب شد. او تا ۲۱ تیر ماه ۱۳۹۸ در این سمت بود و در این روز از امامت جمعه خداحافظی کرد.
نعیم‌آبادی در زمینه‌های تحقیق، تدریس، تألیف، و سخنرانی فعالیت داشت. او پیشتر مسئولیت نهاد نمایندگی رهبری در دانشگاه‌های جامع علوم پزشکی را برعهده داشت.